# Sitkari
Sitkari, ook wel de sissende ademhaling, is een pranayama (ademhalingstechniek) in yoga.
Sitkari vormt net als sithali een uitzondering binnen pranayama, gezien er niet door de neus maar door de mond wordt geademd. Bij sitkari wordt de tong tegen het verhemelte gedrukt, waarbij er langzaam wordt ingeademd. Hierbij wordt er een sissend geluid gemaakt. Vervolgens wordt er zo lang mogelijk kumbhaka aangezet, ofwel de adem zo lang mogelijk ingehouden en wordt er uitgeademd door de neus. Sitkari wordt in het algemeen rond de vijf tot tien maal achter elkaar uitgevoerd.
Sitkari staat ook beschreven in de Hatha yoga pradipika, waarbij vermeld wordt dat het 'de schoonheid op gelijke hoogte brengt met de God van de Liefde', omdat het de gelaatsuitdrukking zou verbeteren. Zowel sitkari als sithali werken verkoelend op het lichaam en stillen honger en dorst. Ze zijn daarom voor yogi's van nut tijdens warm weer of vasten.
volledige ademhaling · middenrifademhaling · flankademhaling · sleutelbeenademhaling · mondademhaling · neusademhaling

abhyantara bahya stambha vritti · activerende ademhaling · agni prasana · anuloma · anuloma viloma · bhastrika · brahmari · chandra bhedana · chatur mukhi · dirgha sukshma · kapalabhati · kevala kumbhaka · kumbhaka · murcha · nadi sodhana · ohm sahita rechaka · plavini · prachhardana · prana apana samyukta · pratiloma · sahita kumbhaka · sama vritti · samanu · sapta vyahrita · sargarbha sahita kumbhaka · sarva dwara baddha · sithali · sitkari · stambha vritti · sukha purvaka · suksama shwasa prashwasa · surya bhedana · tri bandha kumbhaka · ujjayi · vaya viya kumbhaka · viloma · visama vritti